# 福音村基督教堂
福音村基督教堂位于陕西省咸阳市三原县徐木乡福音村，是英国浸礼会在陕西省建立的第一座教堂，创建于1891年（光绪十七年）。
自回民叛乱以后，陕西居民死亡过半，政府遂准许外省移民前往关中。1890年，大批山东移民来到三原县，聚居在太和村、福音村、阎家滩等村落，他们中间基督徒人数甚多，其中一半属于英国浸礼会，他们向山东青州的差会写信，邀请牧师前来主持教务。于是在1891年，英国浸礼会从太原派遣邵涤源、敦崇礼两名传教士进驻三原福音村,建立在陕西省的第一个总堂，并开办崇真、美丽男女两书院，后合并为崇美中学。1921年，该堂扩建，作为英浸礼会泾南公会会址，建筑风格中西合璧。1900年，该堂组织华人布道会，前往延安布道。1988年，福音村基督教堂再次重修和扩建。